# Thunderdome XVI - The Galactic Cyberdeath
Albums
Thunderdome XV - The Howling Nightmare
(1996) Thunderdome XVII - Messenger Of Death
(1997)
Singles
1. Thunderdome XVI - The Megamixes
Sortie : 1997

Thunderdome XVI - The Galactic Cyberdeath est la seizième compilation de la série des albums Thunderdome, issue du concept du même nom, sortie en 1996.

## Présentation
The Galactic Cyberdeath est la seizième compilation issue du festival gabber Thunderdome, la première commercialisée en 1997. Elle succède à Thunderdome XV - The Howling Nightmare, sortie en 1996, et précède Thunderdome XVII - Messenger Of Death qui sort en 1997. La couverture de l'album, artwork de Victor Feenstra, représente un cyborg, thématique à laquelle se rapporte le titre de la compilation, qui peut être traduit par « la cyber-mort galactique. » Ce thème est alors en vogue au cinéma, avec des sorties en 1996 comme Omega Doom (en) ou la série des Nemesis, après l'archétypal Cyborg de 1989.
La compilation comporte quarante pistes. Elle débute avec The Beast (Hardcore Vs. Stunned Guys) par The Alternative Creators, et se termine avec Welcome To Hell de Delta 9.  Elle intègre des productions d'Omar Santana, Masters of Ceremony, DJ Weirdo, The Dark Raver, Rotterdam Terror Corps, DJ Promo, 3 Steps Ahead, DJ Delirium ou des différents membres de la Dreamteam.

## Pistes

### Thunderdome XVI - The Galactic Cyberdeath
| 1.  | The Beast (Hardcore Vs. Stunned Guys)              | The Alternative Creators            |  |
| 2.  | Vitamin Oh                                         | Omar Santana                        |  |
| 3.  | Hardcore To Da Bone (Masters Of Ceremony Dope Mix) | Masters of Ceremony                 |  |
| 4.  | Terrordome                                         | DJ Waxweazle & DJ Berry             |  |
| 5.  | Muthafuckaz                                        | Da Grimreaper                       |  |
| 6.  | Metrodrome (Weird-O-Hardcore Mix)                  | DJ Weirdo & Mt-Ness                 |  |
| 7.  | R.U.Readie                                         | DJ Dione                            |  |
| 8.  | Bring That Shit Back (Arjuna's Mix)                | Wasting Program                     |  |
| 9.  | Thunderground                                      | The Dark Raver & DJ Vince           |  |
| 10. | Hardcore Hijacked Me                               | Wayward                             |  |
| 11. | We're Gonna Blow Your Mind                         | Rotterdam Terror Corps              |  |
| 12. | Rocked Da House                                    | DJ E-Rick & Tactic                  |  |
| 13. | Boom-Shaka-La                                      | Tails & Noizer Feat. MC Drokz       |  |
| 14. | Back At The Top                                    | DJ Isaac vs. The Viper              |  |
| 15. | Devastating Rhythm                                 | Lady Dana, DJ Skorp & Chronotrigger |  |
| 16. | Newday                                             | Psylocke                            |  |
| 17. | Maniacs                                            | DJ Perpetrator                      |  |
| 18. | Rumble Fuckers                                     | Tri-Pax                             |  |
| 19. | Thunderdome Till We Die                            | 3 Steps Ahead                       |  |
| 20. | The Megamix (Short Edit)                           | Various - Thunderdome 15            |  |

| 1.  | Kill Da Noise                                 | DJ Promo                              |  |
| 2.  | Me And My DJ                                  | DJ Delirium                           |  |
| 3.  | Lords Of The Hardschool (DJ Paul's Forze Mix) | DJ Paul & DJ Rob Feat. MC Hughie Babe |  |
| 4.  | Sensation Of The Mind                         | DJ Jappo                              |  |
| 5.  | Whut'Cha Want                                 | DJ Arjuna                             |  |
| 6.  | No More Shit                                  | DJ Sim                                |  |
| 7.  | Get Set                                       | DJ Rob & Tim B                        |  |
| 8.  | Ok, Allright! (Digital Boy '96 Remix)         | Digital Boy                           |  |
| 9.  | God Complex (Kool Killers Remix)              | The Ralphie Dee Meets Kool Killers    |  |
| 10. | 163-179                                       | The Dark Side                         |  |
| 11. | Dreamgirl (Just A Buzzy Dreammix)             | DJ Buzz Fuzz                          |  |
| 12. | Gangsta Sound                                 | DJ Delirium & Da Grimreaper           |  |
| 13. | Mindstab                                      | El Bruto                              |  |
| 14. | Room Of Drum                                  | Placid K                              |  |
| 15. | The Breaks                                    | The Prophet                           |  |
| 16. | The Blaster                                   | Roughron                              |  |
| 17. | Booze 'n Drugs                                | Bass-D & King Matthew                 |  |
| 18. | Too Loud Too Handle                           | Das Xon & Space Boy                   |  |
| 19. | Brbrbrob Gee Suck My Beat !                   | The Destroyer                         |  |
| 20. | Welcome To Hell                               | Delta 9                               |  |

### Thunderdome XVI - The Megamixes
| Thunderdome XVI - The Megamixes | Thunderdome XVI - The Megamixes       | Thunderdome XVI - The Megamixes | Thunderdome XVI - The Megamixes | Thunderdome XVI - The Megamixes | Thunderdome XVI - The Megamixes | Thunderdome XVI - The Megamixes | Thunderdome XVI - The Megamixes | Thunderdome XVI - The Megamixes | Thunderdome XVI - The Megamixes |
| No                              | Titre                                 | Auteur                          | Durée                           |                                 |                                 |                                 |                                 |                                 |                                 |
| ------------------------------- | ------------------------------------- | ------------------------------- | ------------------------------- | ------------------------------- | ------------------------------- | ------------------------------- | ------------------------------- | ------------------------------- | ------------------------------- |
| 1.                              | Thunderdome 16 The Megamix Short Edit |                                 | 3 min 34 s                      |                                 |                                 |                                 |                                 |                                 |                                 |
| 2.                              | Thunderdome 16 The Megamix            | 2B1                             | 14 min 27 s                     |                                 |                                 |                                 |                                 |                                 |                                 |
| 18 min 1 s                      |                                       |                                 |                                 |                                 |                                 |                                 |                                 |                                 |                                 |

## Accueil
| Classement                           | Meilleure position | Semaines passées dans le classement | Date d'entrée | Date de sortie |
| ------------------------------------ | ------------------ | ----------------------------------- | ------------- | -------------- |
| Pays-Bas (Mega Verzamelalbum Top 30) | 1                  | 6                                   | 15 mars 1997  | 26 avril 1997  |

Quoique bénéficiant immédiatement d'un très bon accueil la faisant entrer directement à la première place du top 30 des compilations du hit-parade néerlandais et y rester deux semaines, la compilation ne reste que six semaines en tout dans le classement. De plus, aucun autre classement européen ne l'accueille. On peut donc évoquer un accueil mitigé de cette compilation.
L'album a fait l'objet d'une sortie sous format maxi, intitulée Thunderdome XVI - The Megamixes, en 1997, mais ce simple n'entre pas dans les classements des meilleures ventes.